# Attonda alboguttata
Attonda alboguttata là một loài bướm đêm trong họ Noctuidae.